# Гродненская медицинская академия
Гро́дненская медици́нская акаде́мия — первое высшее учебное заведение на территории Беларуси. Существовало в 1775—1781 годы.

## Основание и деятельность академии в Гродно

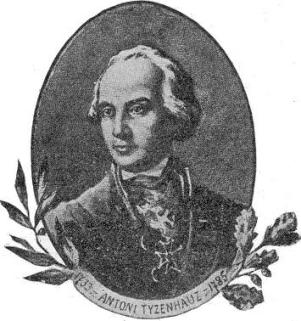
Антоний Тизенгауз — основатель Гродненской медицинской академии.

Движимый необходимостью социальных, культурных и экономических преобразований в Речи Посполитой второй половины XVIII века, гродненский староста Антоний Тизенгауз, при поддержке короля Станислава Августа Понятовского, основал Гродненскую медицинскую академию в Гродно.
Гродненская медицинская академия была открыта 30 апреля 1775 года. Директором академии стал специально приглашённый французский учёный Ж. Э. Жилибер. Договор от 9 мая 1776 года, заключённый с ним, предусматривал, кроме преподавательской и научной деятельности в академии, помощь в улучшении услуг здравоохранения, что было почти неизвестно Европе XVIII века, где медицинские высшие учебные заведения занимались, в основном, исключительно подготовкой кадров. В том же году Ж. Э. Жилибером были созданы госпиталь, аптека и акушерская школа.
Первый же набор в академию выявил сложности с укомплектованием состава учащихся: местная шляхта не была заинтересована в получении медицинского образования. Таким образом, А. Тизенгауз получил основание для набора на учёбу детей крестьян и служащих из его имений. Такой набор явился бы неординарным для того времени решением. В итоге из детей крестьян и служащих действительно было отобрано (по свидетельству Ж. Э. Жилибера, с большим трудом) 15 учеников. Им было назначено казённое содержание. Только двое из принятых в студенты академии немного знали необходимый докторам латинский язык.
Благодаря директору Жилиберу (так же преподававшему в академии) занятия не были исключительно теоретическими. Помимо лекций, студенты посещали больных, получая возможность для практики. Уровень знаний преподавательского состава был достаточно высок. В частности, в академии преподавал И. И. Вирион, бывший профессором анатомии Страсбургского университета. Уже менее чем через год занятий, благодаря стараниям смотрителя учащихся и по совместительству преподавателя языков — Менарда, вначале практически неграмотные ученики могли понимать сложные лекции.
При академии действовали кабинет натуральной истории (коллекция из 10 000 минералов, множества уникальных гербариев, 300 гравюр с изображениями растений), библиотека (3000 томов), анатомический театр. За период существования (1775—1781 гг.) было подготовлено несколько десятков специалистов, которые были направлены на работу в государственные имения ВКЛ.

## Переезд в Вильнюс
В 1781 году, в связи с отставкой Ж. Э. Жилибер от всех должностей, академия была переведена в Вильнюс и преобразована в медицинский факультет Виленского университета. Ж. Э. Жилибер продолжил свою работу в переформированной академии, но в 1783 году вернулся во Францию, где публиковал работы, созданные во время пребывания в Гродно и Вильно.

## Здание академии
Здание академии было построено в XVIII веке итальянским архитектором Джузеппе де Сакко, в стиле позднего барокко в Гродно, неподалёку от дворца и театра Тизенгауза. Существует проект организации в здании музея истории медицины.
Носит название «Дворец Четвертинских».